# Olympische Sommerspiele 2000/Kanu – Einer-Canadier Slalom (Männer)
Die Wettkämpfe im Einer-Canadier-Slalom bei den Olympischen Sommerspielen 2000 wurden am 18. und 19. September 2000 auf der Slalomstrecke im Penrith Whitewater Stadium ausgetragen.
Olympiasieger wurde Tony Estanguet, der hier seine erste von drei Olympiasiegen holte.

## Ergebnisse

### Qualifikation
Die 16 Teilnehmer hatten in der Qualifikation am 17. September zwei Läufe. Die 12 Teilnehmer mit den besten addierten Ergebnissen erreichten das Finale.
| Rang | Kanute             | Nation             | Lauf 1   | Lauf 1 | Lauf 1 | Lauf 2   | Lauf 2 | Lauf 2 | Gesamt |
| Rang | Kanute             | Nation             | Zeit     | Strafe | Gesamt | Zeit     | Strafe | Gesamt | Gesamt |
| ---- | ------------------ | ------------------ | -------- | ------ | ------ | -------- | ------ | ------ | ------ |
| 1    | Michal Martikán    | Slowakei           | 128,69 s | 0      | 128,69 | 134,00 s | 0      | 134,00 | 262,69 |
| 2    | Tony Estanguet     | Frankreich         | 130,39 s | 2      | 130,39 | 131,02 s | 0      | 131,02 | 262,69 |
| 3    | Krzysztof Bieryt   | Polen              | 132,85 s | 0      | 132,85 | 132,19 s | 0      | 132,19 | 265,04 |
| 4    | Juraj Minčík       | Slowakei           | 131,88 s | 2      | 133,88 | 131,28 s | 2      | 133,28 | 267,16 |
| 5    | Robin Bell         | Australien         | 132,76 s | 2      | 134,76 | 129,98 s | 4      | 133,98 | 268,75 |
| 6    | Emmanuel Brugvin   | Frankreich         | 132,74 s | 0      | 132,74 | 132,55 s | 4      | 132,55 | 269,29 |
| 7    | Stefan Pfannmöller | Deutschland        | 130,02 s | 2      | 132,02 | 132,59 s | 6      | 138,59 | 270,51 |
| 8    | Sören Kaufmann     | Deutschland        | 134,36 s | 0      | 134,36 | 135,54 s | 2      | 137,54 | 271,90 |
| 9    | Simon Hočevar      | Slowenien          | 136,64 s | 0      | 136,64 | 135,61 s | 2      | 137,61 | 274,25 |
| 10   | Stuart McIntosh    | Großbritannien     | 136,55 s | 0      | 136,55 | 133,84 s | 4      | 137,84 | 274,39 |
| 11   | Danko Herceg       | Kroatien           | 136,59 s | 2      | 138,59 | 133,23 s | 4      | 137,23 | 275,82 |
| 12   | David Hearn        | Vereinigte Staaten | 135,53 s | 0      | 135,53 | 139,36 s | 6      | 145,36 | 280,89 |
| 13   | Tomáš Indruch      | Tschechien         | 136,29 s | 4      | 140,29 | 139,46 s | 2      | 141,46 | 281,75 |
| 14   | Cássio Petry       | Brasilien          | 143,63 s | 2      | 145,63 | 144,09 s | 4      | 148,09 | 293,72 |
| 15   | James Cartwright   | Kanada             | 144,64 s | 4      | 148,64 | 147,02 s | 2      | 149,02 | 297,66 |
| 16   | Jon Ergüin         | Spanien            | 138,14 s | 54     | 192,14 | 170,08 s | 0      | 170,48 | 362,62 |

### Finale
Die 12 Teilnehmer hatten im Finale am 18. September zwei Läufe. Gewertet wurde die Addition der beiden Läufe.
| Rang | Kanute             | Nation             | Lauf 1   | Lauf 1 | Lauf 1 | Lauf 2   | Lauf 2 | Lauf 2 | Gesamt |
| Rang | Kanute             | Nation             | Zeit     | Strafe | Gesamt | Zeit     | Strafe | Gesamt | Gesamt |
| ---- | ------------------ | ------------------ | -------- | ------ | ------ | -------- | ------ | ------ | ------ |
| 1    | Tony Estanguet     | Frankreich         | 115,25 s | 0      | 115,25 | 114,62 s | 2      | 116,62 | 231,87 |
| 2    | Michal Martikán    | Slowakei           | 117,17 s | 2      | 119,17 | 114,59 s | 0      | 114,59 | 233,76 |
| 3    | Juraj Minčík       | Slowakei           | 117,55 s | 0      | 117,55 | 116,87 s | 0      | 116,87 | 234,22 |
| 4    | Emmanuel Brugvin   | Frankreich         | 118,69 s | 0      | 118,69 | 117,73 s | 2      | 119,73 | 238,42 |
| 5    | Stefan Pfannmöller | Deutschland        | 119,03 s | 0      | 119,3  | 116,69 s | 4      | 120,69 | 239,72 |
| 6    | Sören Kaufmann     | Deutschland        | 121,83 s | 2      | 123,83 | 116,35 s | 0      | 116,35 | 240,18 |
| 7    | Simon Hočevar      | Slowenien          | 119,78 s | 0      | 119,78 | 120,86 s | 0      | 120,86 | 240,64 |
| 8    | Stuart McIntosh    | Großbritannien     | 121,23 s | 0      | 121,23 | 118,38 s | 4      | 122,38 | 243,61 |
| 9    | Robin Bell         | Australien         | 118,32 s | 2      | 120,32 | 124,16 s | 0      | 124,16 | 244,48 |
| 10   | Danko Herceg       | Kroatien           | 123,87 s | 2      | 125,87 | 118,90 s | 4      | 122,90 | 248,77 |
| 11   | Krzysztof Bieryt   | Polen              | 118,36 s | 8      | 126,36 | 122,87 s | 4      | 126,87 | 253,23 |
| 12   | David Hearn        | Vereinigte Staaten | 125,12 s | 2      | 127,12 | 127,45 s | 4      | 131,45 | 258,57 |